# Дом в память 1905 года
Дом в память 1905 года — трёхэтажное жилое здание, находящееся в Симферополе по адресу бульвар Ленина, 1 / улица Павленко, 7. Дом построен в 1932 году в стиле конструктивизм по проекту архитектора Бориса Белозёрского. Памятник архитектуры.

## Архитектура
Трёхэтажное здание состоит из трёх корпусов выполненных в стиле сдержанного конструктивизма. Корпуса связаны надземными переходами и внутренним двором. На фасаде имеется надпись: «Дом в память 1905 года». Фасад украшен декларативными карнизами.
В работе З. С. Нагаевой, О. И. Сергеевой и Т. О. Чаленко так описывается архитектура здания: «Рельеф участка пологий с незначительным понижением к северу. Здание сложное в плане с двумя, выступающими на юг корпусами-ризалитами, создавая глубокий курдонёр входного пространства во все три корпуса со стороны бульвара им. Ленина. Основной объём вытянут по оси восток — запад и акцентирован объёмом входа, вертикальность которого подчёркивает сплошное ленточное остекление. Фундаменты здания не изучены. Несущие стены выполнены из камня — ракушечника, перегородки — из кирпича».
В доме имеется 40 квартир.

## История
Ранее на месте нынешнего здания располагалась лечебница, построенная на деньги врача Андрея Арендта. Современное здание построено в 1932 году методом народной стройки по проекту главного архитектора Симферополя Бориса Белозёрского для семей участников Революции 1905—1907, революционного движения 1910-х годов и Гражданской войны. По некоторым данным для строительства дома частично использовались материалы из разрушенного Александро-Невского собора.
В здании проживал поэт Эшреф Шемьи-Заде (с 1933 по 1941 год) и партизан Герман Тайшин.
20 февраля 1990 года Крымского облисполком признал «Дом в память 1905 года» памятником архитектуры и градостроительства. Данное решение было подтверждено 25 октября 2010 года приказом Министерства культуры и туризма Украины.
В честь 100-летия Эшрефа Шемьи-Заде 30 октября 2008 года на здании была открыта мемориальная доска в его честь.